# Va pensiero (singolo)
Va pensiero è un singolo del cantante italiano Zucchero Fornaciari, estratto dalla riedizione della raccolta The Best of Zucchero Sugar Fornaciari's Greatest Hits nel 1997.

## Descrizione
Nato all'interno di un progetto benefico, il Rainforest Carnegie Hall di New York del 1997, a cui Zucchero partecipò su invito dell'amico Sting, il brano venne pubblicato come singolo, ma anche all'interno della riedizione di The Best of Zucchero Sugar Fornaciari's Greatest Hits come bonus track in sostituzione di Hai scelto me.
Si tratta della cover del celebre coro Va, pensiero di Giuseppe Verdi, con testo parzialmente riscritto in inglese da Mino Vergnaghi, e musica rivisitata insieme a Luciano Luisi.
Ha venduto oltre un milione di copie in tutto il mondo.
Inoltre, ne è stata realizzata una versione in duetto con Sinead O'Connor, estratta il 5 aprile 1999, per il lancio della versione speciale uscita per il Regno Unito.

## Tracce

### CD singolo
- COD: Polydor 5002 392

1. Va, pensiero (Edit Version) – 3:41 (testo: Mino Vergnaghi – musica: Giuseppe Verdi, Luciano Luisi, Zucchero)

- COD: Polydor 571 798-2

1. Va, pensiero (Edit Version) – 3:41 (testo: Mino Vergnaghi – musica: Giuseppe Verdi, Luciano Luisi, Zucchero)
2. Come Back the Sun – 4:34 (testo: Paul Buchanan – musica: Zucchero)

### CD Maxi
- COD: Polydor 571799-2

1. Va, pensiero (Edit Version) – 3:41 (testo: Mino Vergnaghi – musica: Giuseppe Verdi, Luciano Luisi, Zucchero)
2. Come Back the Sun – 4:34 (testo: Paul Buchanan – musica: Zucchero)
3. Nothing to Lose – 4:49 (testo: Zucchero, Alberto Salerno, Chris Difford – musica: Zucchero)

- COD: Polydor 571815-2

1. Va, pensiero – 4:19 (testo: Mino Vergnaghi – musica: Giuseppe Verdi, Luciano Luisi, Zucchero)
2. Niente da perdere – 4:31 (testo: Zucchero, Alberto Salerno – musica: Zucchero)
3. Anytime (Cappella Edit Remix) – 4:10 (testo: Frank Musker – musica: Zucchero)
4. Senza rimorso – 4:40 (testo: Zucchero, Alberto Salerno – musica: Zucchero)

## Il video
Fu girato un videoclip del brano nel quale Zucchero attraversa virtualmente varie parti del mondo, come metafora della forza di immaginazione dei bambini, a cui è dedicata la canzone, da lui stesso considerata una ninnananna. Alla realizzazione del video ha partecipato Gérard Depardieu.
- Va' pensiero, su YouTube.
- Va' pensiero (live at Pavarotti and Friends), su YouTube.
- Va' pensiero (live in Reggio Emilia), su YouTube.

## Classifiche
| Classifica (1997-98) | Posizione massima |
| -------------------- | ----------------- |
| Austria              | 17                |
| Europa               | 42                |
| Finlandia            | 13                |
| Germania             | 52                |
| Italia               | 4                 |
| Polonia              | 8                 |
| Svezia               | 17                |
| Svizzera             | 19                |
| Classifica (2007)    | Posizione massima |
| Italia               | 50                |

### Classifiche di fine anno
| Classifica (1997) | Posizione |
| ----------------- | --------- |
| Italia            | 48        |
| Svezia            | 81        |